# قمبريط إدوردسي
قمبريط إدوردسي (الاسم العلمي:Combretum edwardsii) هو نوع من النباتات يتبع جنس القمبريط من الفصيلة القمبريطية.